# Imeria maculiceps
Imeria maculiceps là một loài tò vò trong họ Ichneumonidae.